# Latino
« Latino-Américains » redirige ici.  Pour les articles homonymes, voir Latino-américain.
Cet article traite de l'ensemble des Latinos du continent américain. Pour les Latinos-américains aux États-Unis, voir Hispaniques et Latino-Américains ; pour les Latino-européens, voir Europe latine.
« Latino », terme souvent employé comme substitut de « Latino-américain », désigne les habitants, les descendants ou les personnes originaires d'un des pays de l'Amérique latine,.
Le gouvernement des États-Unis, à travers les données du Bureau du recensement américain, définit un hispanique ou un latino comme « une personne d'origine cubaine, mexicaine, porto-ricaine, sud ou latino-américaine, ou d'une autre culture ou origine espagnole, sans considération raciale ». Le Bureau du recensement indique que « l'origine [latino-américaine] peut être vue comme l'héritage, le groupe de nationalité, l'ascendance, le patrimoine, ou le pays de naissance de la personne ou des ancêtres de la personne avant leur arrivée aux États-Unis ».

## Démographie et groupe ethnique
Les dix États ayant la plus grande proportion de Latinos sont (dans l'ordre) : Nouveau-Mexique, Californie, Texas, Arizona, Nevada, Floride, Colorado, New Jersey, New York et l'Illinois.

## Le terme «chicanos»
Dérivé du mot « Mexicanos », le terme de « chicanos » désigne aux États-Unis les Américains d'origine mexicaine. Les Américano-Mexicains sont près de 34,6 millions, ce qui représente près de 10,9 % de la population des États-Unis et 58 % de tous les hispaniques et latinos américains. Les États-Unis possèdent la deuxième plus grande communauté d'origine mexicaine du monde, derrière le Mexique. Environ 60 % des Américains d'origine mexicaine habitent en Californie et au Texas.
Les Américano-Mexicains constituent une population ethniquement diversifiée ; majoritairement métissée, avec une ascendance génétique partagée entre européen et amérindien. Selon une étude réalisée en 2006 par le Mexico's National Institute of Genomic Medicine, le patrimoine génétique des Mexicains est européen à 58,96 %, amérindien à 35,05 % et africain à 5 % . D'après une autre étude publiée par le Mexican Genome Project, qui fait des recherches sur 300 métis vivant dans six États du Mexique, le patrimoine génétique de la population métisse du Mexique est calculée à 55,2 % amérindienne 41,8 % européenne, 1,8 % africaine, et 1,2 % asiatique.

## Banques de données, dictionnaires et encyclopédies
- Notices d'autorité :   - BnF (données)
  - LCCN
  - GND
  - Israël
  - Tchéquie